# Teatro de la Abadía
O Teatro de la Abadía é um teatro de Madrid, Espanha.